# Znowu Oh Hae Young
Znowu Oh Hae Young (hangul: 또! 오해영 Hancha: 또! 誤解영 Tto! O Hae-yeong) – 18-odcinkowy serial koreański nadawany przez południowokoreańską stację tvN od 2 maja 2016 roku do 28 czerwca 2016 roku. Główne role odgrywają w nim Eric Mun, Seo Hyun-jin i Jeon Hye-bin. Reżyserem serialu został Song Hyun-wook, reżyser serialu Małżeństwo bez miłości..
Seria pobiła rekord oglądalności wszech czasów dla seriali emitowanych w paśmie poniedziałek-wtorek w sieciach kablowych osiągając 9,9% udziału w rynku, jednocześnie stając się jedną z najchętniej oglądanych serii sieci kablowych w historii ich istnienia.
Z powodu swej popularności fabuła serialu została wydłużona o dwa odcinki.
Prawa do emisji zostały zakupione przez 10 krajów.

## Opis fabuły
Park Do-kyung pracuje jako reżyser dźwiękowy. Rok wcześniej jego narzeczona, Oh Hae-young uciekła od niego w dniu ślubu, co zostawiło go w żałosnym stanie psychicznym. Rok później, Do-kyung dowiaduje się, że Oh Hae-young zamierza wyjść za mąż za młodego przedsiębiorcę o imieniu Han Tae-jin. Za namową przyjaciela Do-kyung postanawia w ramach zemsty zniszczyć interes Han Tae-jina. Jednakże wkrótce okazuje się, że cały czas chodziło o inną kobietę, która zbiegiem okoliczności tak samo się nazywała i uczęszczała także do tej samej szkoły co była narzeczona Park Do-kyunga.
Tae-jin wkrótce zrywa ze swą narzeczoną i ląduje w więzieniu za długi, a ścieżki Do-kyung i Hae-young znów się przecinają.

## Obsada

### Główna
- Eric Mun jako Park Do-kyung, 36-letni reżyser dźwięku. Jest powściągliwy i zdystansowany wobec ludzi i bardzo oddany swojej pracy. Nie potrafi zapomnieć o swojej byłej narzeczonej, Oh Hae-young, która zostawiła go w dniu ich ślubu. Po tym jak przez pomyłkę rujnuje życie innej Oh Hae-young myląc ją ze swoją byłą, Do-kyung zaczyna miewać wizje przyszłości zobowiązane w jakiś sposób z Hae-young, której życie zrujnował.
- Seo Hyun-jin jako Oh Hae-young, 32-letnia pracownica firmy kateringowej. Jej życie zostaje zrujnowane po tym, jak jej narzeczony rzuca ją w przeddzień ślubu. Przez to staje się obiektem plotek i żartów w okolicy. Uważa się za osobę pechową. Jest nieustannie porównywana ze swoją uchodzącą za piękność i uosobienie sukcesu znajomą Oh Hae-young, w związku z czym czuje się mała i nieważna.
- Jeon Hye-bin jako Oh Hae-young, 32-letnia kierownik działu w tej samej firmie, w której pracuje jej znajoma Oh Hae-young. Jest byłą narzeczoną Do-kyunga, którego rzuciła i udała się do Europy. Rok później postanawia jednak powrócić do kraju, ponieważ zdaje siebie sprawę, że wciąż kocha swojego byłego.

### Drugoplanowi
Ludzie związani z Park Do-kyung
- Ye Ji-won jako Park Soo-kyung, 44-letnia dyrektorka oddziału firmy kateringowej i starsza siostra Do-kyunga. Alkoholiczka z tendencją do zakochiwania się w swoich "partnerach na jedną noc". Jej podwładni nadali jej pseudonim Isadora (od isa - 24 i dora - biegać wokoło) jako że nieustannie przychodzi sprawdzać co robią jej podwładni.
- Kim Ji-seok jako Lee Jin-sang, 36-letni prawnik i przyjaciel Do-kyunga. Namawia go do zemsty na swojej byłej, jednak nieświadomie to on był pierwszym, który pomylił dwie Oh Hae-Young.
- Heo Jung-min jako Park Hoon, 33-latek pracujący w studio nagraniowym i młodszy brat Do-kyunga.
- Nam Gi-ae jako Heo Ji-ya, 63-letnia producentka filmowa i matka Do-kyunga. W rzeczywistości obchodzą ją jedynie pieniądze i luksusowe życie; nieustannie porzycza od swojego syna nigdy mu nie oddając. Była przeciwko małżeństwu swojego syna i dręczyła swoją niedoszłą synową.

Ludzie związani z Oh Hae-young (pechową)
- Lee Jae-yoon jako Han Tae-jin, były narzeczony Oh Hae-young, który rzuca ją by ta mogła żyć szczęśliwie; sam wkrótce ląduje w więzieniu z powodu bankructwa wywołanego przez Do-kyunga.
- Lee Han-wi jako Oh Kyung-soo, ojciec Hae-young. Ma talent do gotowania i jest człowiekiem bardzo cierpliwym i spokojnym.
- Kim Mi-kyung jako Hwang Deok-yi, matka Hae-young.
- Ha Shi-eun jako Kim Hee-ran, producent filmowa i przyjaciółka Hae-young. To dzięki niej Do-kyung i Hae-young spotykają się po raz pierwszy.
- Lee Hye-eun jako Jeong-sook, ciotka Hae-young.

Ludzie związani z Oh Hae-young
- Kim Seo-ra jako matka Hae-young
- Kang Nam-gil jako dyrektor Jang, ojczym Hae-young.

Pozostali
- Heo Young-ji jako Yoon Ahn-na, pracownica dyskontu spożywczego i dziewczyna Hoona.
- Choi Byung-mo jako Park Soon-taek, psychiatra
- Kwon Min jako Kim Seong-jin, pracownik firmy kateringowej
- Kim Ki-doo jako Gi-tae, realizator dźwięku
- Jo Hyun-sik jako Sang-seok, realizator dźwięku
- Choi Joon-ho jako Lee Joon, realizator dźwięku
- Kwon Soo-hyun
- Shin Woo-gyeom jako Ji-hoon
- Lee Ga-hyun jako Shim Ye-jin, pracownik firmy kateringowej
- Yoo Se-rye jako Chan-joo, pracownik firmy kateringowej
- Kim Jong-gook jako pracownik firmy kateringowej
- Baek Joon jako Jung Woo-sung, pracownik firmy kateringowej
- Kim Moon-hak jako Kim Moon-hak, pracownik firmy kateringowej
- Hwang Chang-do jako Hwang Chang-do, pracownik firmy kateringowej
- Jo Seong-hyuk
- Park Myung-hoon jako Lee Chan-soo, współpracownik Tae-jina
- Yeon Mi-joo jako Jang Young-ji
- Ko Kyu-pil jako dowoziciel w chińskiej restauracji
- Son Young-soon jako babcia Hae-young (pechowej)
- Han Tae-il jako właściciel domu w którym mieszka Do-kyung
- Kim Kyung-jin jako scenarzysta, pracownik Heo Ji-ya

## Ścieżka dźwiękowa
Single
| 2016                                                        |    |                   |        |
| „Little Miss Sunshine (사르르)” (Wable (와블))              | –  | –                 | Part 1 |
| „Just Like a Dream (꿈처럼)” (Ben)                          | 6  | - KOR: 993 525+   | Part 2 |
| „What Is Love (사랑이 뭔데)” (Seo Hyun-jin i Yoo Seung-woo) | 6  | - KOR: 705 741+   | Part 3 |
| „Maybe I (어쩌면 나)” (Roy Kim)                             | 11 | - KOR: 352 245+   | Part 4 |
| „If It Is You (너였다면)” (Jung Seung-hwan)                 | 7  | - KOR: 2 076 612+ | Part 5 |
| „I'll Be There” (SG Wannabe))                               | 49 | - KOR: 75 492+    | Part 6 |
| „As I've Waited, More (기다린 만큼, 더)” (The Black Skirts) | 21 | - KOR: 128 548+   | Part 7 |
| „Scattered (흩어져)” (Kim EZ)                               | 49 | - KOR: 37 619+    | Part 8 |
| "—" oznacza, że wydawnictwo nie było notowane.              |    |                   |        |

## Emisja na świecie
Prawa do emisji zostały zakupione przez 10 krajów, w tym przez Stany Zjednoczone, Hongkong, Singapur, Tajwan, Japonię, Malezję, Kambodżę i Izrael.
W Polsce serial jest dostępny za pośrednictwem platformy Viki z polskimi napisami pod tytułem Znowu Oh Hae Young.